# Tommi Mäkinen
Tommi Mäkinen (Puuppola, Finlàndia, el juny del 1964) és un excorredor de ral·lis finès que va guanyar quatre vegades de forma consecutiva el Campionat Mundial de Ral·lis, concretament els anys 1996, 1997, 1998 i 1999. Els seus copilots més freqüents han estat Seppo Harjanne i Risto Mannisenmäki.

## Trajectòria
La primera participació de Mäkinen al Campionat Mundial de Ral·lis va ser al Ral·li de Finlàndia de 1987. Durant diversos anys correrà esporàdicament proves del Mundial, aconseguint guanyar el Ral·li de Finlàndia de 1994 amb un Ford Escort RS Cosworth.
L'any següent va entrar a l'equip oficial Mitsubishi, on acaba en cinquena posició del Mundial. L'any següent, 1996, guanyarà 5 ral·lis, alçant-se amb el seu primer títol del Campionat Mundial per davant de Colin McRae.
L'any 1997 revalidaria la corona mundial amb 4 victòries i 5 podis. Posteriorment, l'any 1998 i 1999 també aconseguiria revalidar el títol Mundial amb Mitsubishi Ralliart.
El 2000 Mitsubishi va produir una edició especial Tommi Mäkinen edition del seu Mitsubishi Lancer Evolution.
Després dels quatre títols, l'any 2001 aconseguiria acabar tercer del Mundial, canviant d'aires al finalitzar la temporada i fitxant per l'equip Subaru.
A l'equip Subaru disputaria dues temporades, retirant-se al 2003 després d'haver quedat tercer al Ral·li de Gal·les.
Mäkinen ha guanyat 24 ral·lis del Campionat Mundial al llarg de la seva trajectòria.

## Victòries al WRC
| Núm. vict. | Ral·li                 | Any                    |
| ---------- | ---------------------- | ---------------------- |
| 4          | Ral·li de Finlàndia    | 1994, 1996, 1997, 1998 |
| 4          | Ral·li de Monte-Carlo  | 1999, 2000, 2001, 2002 |
| 3          | Ral·li de l'Argentina  | 1996, 1997, 1998       |
| 3          | Ral·li de Suècia       | 1996, 1998, 1999       |
| 2          | Ral·li d'Austràlia     | 1996, 1998             |
| 2          | Ral·li de Sanremo      | 1998, 1999             |
| 2          | Ral·li Safari          | 1996, 2001             |
| 2          | Ral·li de Portugal     | 1997, 2001             |
| 1          | Ral·li de Catalunya    | 1997                   |
| 1          | Ral·li de Nova Zelanda | 1999                   |